# David de Pomis
David de Pomis (Spoleto, 1524 – Venezia, 1594) è stato un linguista, medico e filosofo italiano, di origine ebraica.

## Biografia
David de Pomis nasce a Spoleto nel 1524. Apparteneva ad un'antica famiglia ebraica romana che affermava di essere giunta in Italia alla fine del primo secolo condottavi da Tito dopo la distruzione del Tempio di Gerusalemme. Da Roma la famiglia si era trasferita a Spoleto dopo il 1260 a causa della tragica fine del rabbino Elia de' Pomis, condannata al rogo dall'Inquisizione.
David ebbe la sua prima educazione dal padre che lo avrebbe voluto coinvolto nella propria attività di banchiere. Ricevette quindi i primi elementi di medicina e filosofia dai suoi zii Rabbi Jehiel (Vitale) e Moses Alatino a Todi, dove si era andato a vivere con la famiglia nel 1532. Nel 1545 si trasferì a Perugia dove per sei anni studiò medicina e filosofia, fino alla laurea conseguita il 27 novembre 1551 davanti ad una commissione presieduta da Pietro Vermiglioni e Francesco Colombo.
Fu rabbino e medico a Magliano Sabino vicino a Roma, ma per l'editto di Papa Paolo IV che proibiva nel 1555 ai medici ebrei di frequentare i cristiani, si trasferì da una città all'altra in Italia. Fu dapprima accolto dal conte Niccolò Orsini che per cinque anni gli permise di esercitare la professione medica a Pitigliano, Sorano e Sovana. Poi per tre anni fu al servizio della famiglia Sforza a Santa Fiora. Pomis decise quindi nel 1565 di appellarsi direttamente al papa Pio IV (1559-65) perché gli fosse concesso di rientrare a Roma ed avere pazienti cristiani. Il permesso gli fu accordato ma subito revocato dal successore Pio V (1565-72). Pomis si trasferì allora ad Ancona e infine nel 1569 a Venezia dove divenne il medico personale del doge Alvise I Mocenigo e poté operare anche presso la popolazione cristiana. Pomis rimase a Venezia anche quando Papa Sisto V (1585-90) revocò il bando dei suoi predecessori, ed è a Venezia che egli pubblicò la maggior parte delle sue opere.
Il primo lavoro ad essere pubblicato fu nel 1571 una traduzione in lingua italiana dell'Ecclesiaste (L’Ecclesiaste di Salomone), cui fece seguito l'anno seguente un commentario al libro stesso in forma di trattato morale (Discorso intorno a l’humana miseria e sopr’al modo di fuggirla).
Seguirono altre opere rimaste in forma manoscritta nella quale si affrontano argomenti legati all'attualità politica, alla guerra con l'Impero Ottomano e al sogno di Pomis di veder aperta per gli ebrei la possibilità di un ritorno in Palestina.
Dopo alcuni trattati di medicina (Brevi discorsi, 1577; Enarratio brevis, de senum affectibus, 1588), Pomis diede alle stampe le sue opere più famose, a cominciare dallo Tzemach David (1587), dizionario trilingue ebraico, latino e italiano (Venezia, 1587). L'opera, dedicata a Papa Sisto V, rappresenta un'assoluta novità nel panorama della letteratura ebraica. L'intento dell'autore (cui erano egualmente familiare la cultura classica e quella ebraica) era quello di aiutare gli studiosi sia ebrei che cristiani nello studio dell'ebraico, e creare così occasioni di incontro e di confronto. Per ogni lemma è offerta una spiegazione in ebraico e latino, con note esplicative in italiano che contengono aneddoti e informazioni varie, storiche e scientifiche, sulla storia dell'ebraismo. Nella prefazione sono incluse la genealogia e l'autobiografia dell'autore.
Nel suo libretto De medico hebraeo enarratio apologetica (Venezia, 1588) David de' Pomis confuta le accuse mosse contro gli ebrei e i medici ebrei, in particolare da una bolla del 1581 di Gregorio XIII (1572-85). Egli sottolinea che secondo la Bibbia e gli scritti rabbinici un medico ebreo deve dare aiuto a ogni sofferente e cita numerosi casi di medici ebrei che si erano distinti per il loro lavoro e la loro lealtà. L'autore offre una selezione amplissima di fonti sia ebraiche che cristiane; e in appendice presenta una traduzione latino di alcune parti del Pirkei Avot.
Di altre opere del De Pomis, citate nei suoi scritti, restano solo i titoli, essendo andate perdute.
Nel 1593 Pomis fu in trattative con il Duca di Toscana Ferdinando I de' Medici per un possibile trasferimento a Pisa come insegnante di medicina o ebraico, ma la cosa non ebbe seguito. Pomis rimase a Venezia, dove morì nel 1594.

## Opere (parziale)
- L’Ecclesiaste di Salomone (Venetia: apresso Giordano Ziletti, 1571)
- Discorso intorno a l’humana miseria e sopr’al modo di fuggirla (Venetia, appresso Giordano Ziletti e compagni, 1572)
- Breve discorso nel quale se dimostra la maestà divina haver particolar cura e custodia della republica Venetiana e che li oderni di essa sono nel publico governo alle divine Mosaice constitutioni conformi (Modena, Biblioteca Estense, Fondo estense, Italiano 981)
- Discorso meraviglioso di David de Pomis, fisico ebreo, sopra la guerra promossa da Selim, imperator de’ Turchi (Bologna, Biblioteca dell’Archiginnasio, ms. A 428).
- Espositione sopra Daniele (in ebraico) (Budapest, Accademia magiara delle Scienze, ms. Kaufmann 556, cc. 43-97)
- Brevi discorsi (Venetia: appresso Gratioso Perchacino, 1577)
- Zemach David (Venetiis: apud Ioannem de Gara,, 1587)
- De Medico Hebræo Enarratio Apologica (Venetiis: apud Ioannem Variscum, 1588)
- Enarratio brevis, de senum affectibus (Venetiis: apud Ioannem Variscum, 1588)